# 御室大日堂
御室大日堂（おむろだいにちどう）は、現在の静岡県富士宮市粟倉に存在した寺院。富士山の登拝路である大宮・村山口登山道に位置していた施設である。

## 跡地
御室大日堂（「室大日堂」または「御室」とも、以下「御室」）はかつて大宮・村山口登山道に存在した施設である。標高は2,170mに位置する。村山口登山道において建物の痕跡を認める施設跡が残るのは、中宮八幡堂とこの御室のみとなっている。
跡地には人工的に形成された平坦面、階段、切石による石垣、建物の石組み等が確認されており、発掘調査から静岡県富士宮市粟倉の地点が御室跡と評価されている。
登山案内図の一種である「冨士山禅定図」（天明年間に比定）によると、御室の箇所には「ヤクバノ木戸」「茶ヤ」「往生寺」「等覺門」とあり、また文政10年（1827年）「駿州吉原宿絵図」には「役場木戸」と記す箇所が認められる。その他「駿河国冨士山絵図」（19世紀作成）には「大日行者堂・役場木戸・等覚門」とある。このように御室は「往生寺」「木戸」とも呼称されていた。
また上記の「駿河国冨士山絵図」には大日行者堂の箇所に数字の「一」が記されており、御室は大宮・村山口登山道の一合目に比定される。
嘉永7年（1854年）の史料には「一 室大日 天正八年、武田勝頼建立と有之」とあり、御室は天正8年（1580年）に武田勝頼により再建されたと伝わる。

## 富士登拝
中世の御室の様相を示す史料として、今川氏輝による辻之坊を宛所とする天文2年（1533年）の判物があり、「并中宮・御室・内院・諸末社参銭之事」とある。これは御室の散銭を村山三坊の1つである辻之坊が徴収する権利を得ていたものとされる。従って御室は、大宮・村山口登山道における重要な経由地であった。
また参詣曼荼羅図の一種である「富士参詣曼荼羅」に御室は描かれている。例えば中世に作成された絹本著色富士曼荼羅図（富士山本宮浅間大社蔵）の場合、御室へと入る道者は白装束の装いではなく、出てきた道者は白装束を着た図柄となっている。また御室より上の地点では全ての道者（山伏を除く）が白装束を着ており、また松明を把持した図柄となっている。
中世後期成立の富士曼荼羅図（松栄寺本）では御室の地点に堂舎・室（山小屋）・関所の木戸が描かれている。関の傍らおよび関を過ぎた地点には火が焚かれており、以降は夜間登山の地点であったことが示されている。このように、他の富士参詣曼荼羅との共通点が見出されている。
富士登山の道程を記した慶長13年（1608年）の『寺辺明鏡集』（興福寺大乗院旧蔵）には以下のようにある。
また『駿河国新風土記』の御室を説明する箇所には以下のようにある。
このように村山の役人は御室に出向いており、登山手形を改める場所でもあった。
伊勢志摩には「富士参りの歌」が伝承されており、歌に「おむろずまいもすーぐとおり」「御むろすまいもすぐ通り」「木山打ち過ぎおむろを越へて」「中宮の八幡ふし拝み 一の木戸にとさしかかる」「ソーリヤー 一の木戸にとさしかかる」といった詞が確認されている。このように、遠く離れた地でも御室の存在は認識されていた。